# Станислав Чађо
Станислав Чађо (Градишка, 1961) српски је правник. Бивши је министар унутрашњих послова Републике Српске.
Рођен је 31. маја 1961. године у Градишци. Основну школу је завршио у Александровцу, гдје је и живио. Гимназију је завршио у Бањој Луци, а дипломирао на Правном факултету у Бањој Луци. Радио је у издавачком предузећу „Вук Караџић“ Београд, пословна јединица Бања Лука, у радној заједници друштвено политичких организација општине Лакташи, као и трговачком предузећу „СИМ ПРОМ“, као руководилац комерцијалних послова.  Директор је ОДП „Техногас“. Тренутно обавља функцију предсједнила Подручне привредне компре Бања Лука.
Родитељи су му Раде и Стана Чађо који су били просвјетни радници и живе у Александровцу. Ожењен је и отац двоје дјеце (ћерка и син) Дуња и Данило.